# Johann Wilhelm Meil

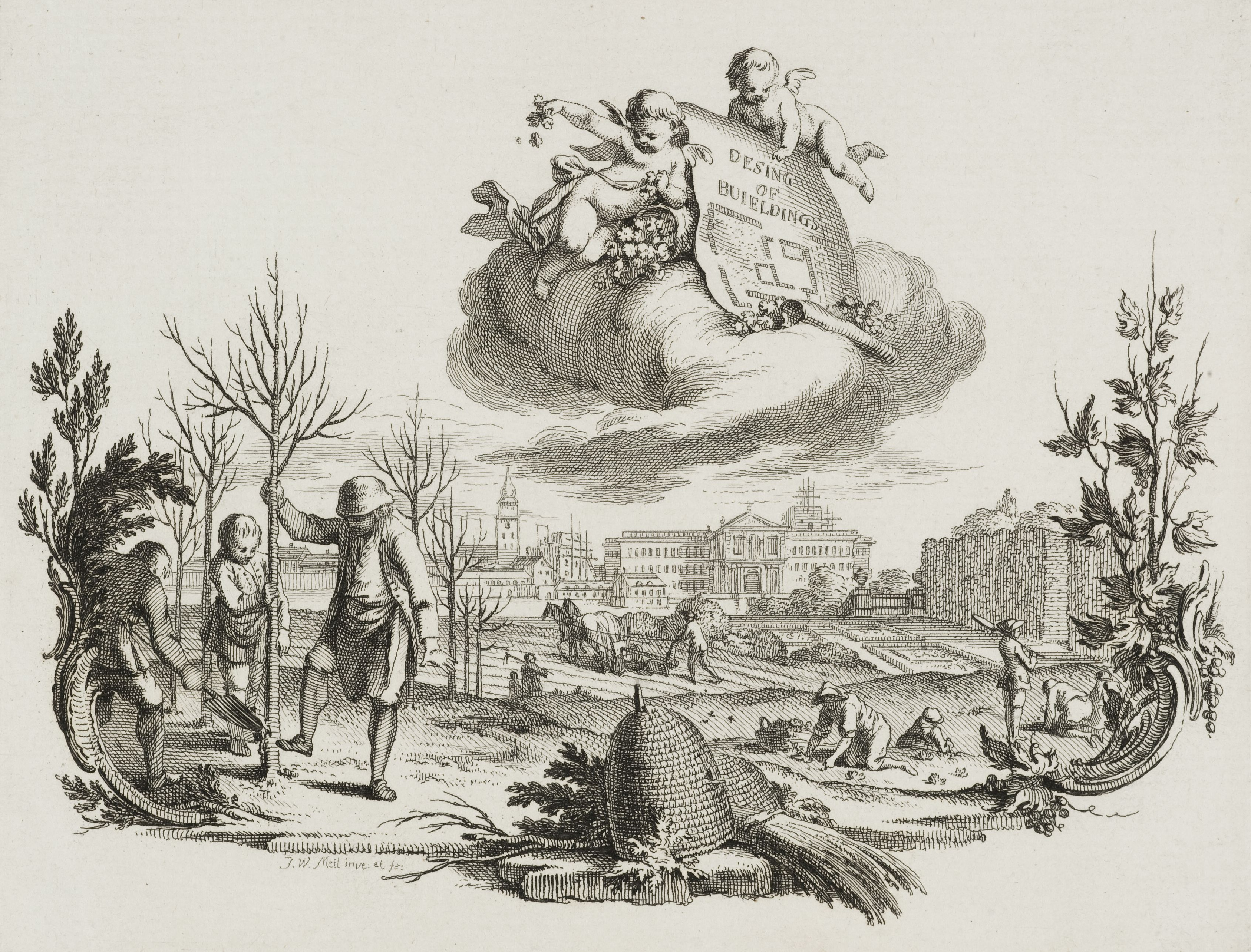
Dessau

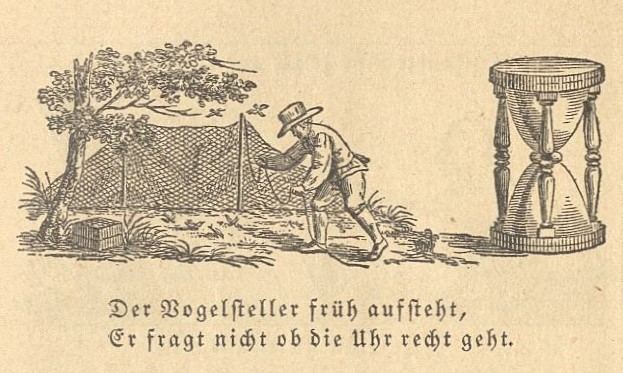
Vogelsteller

Johann Wilhelm Meil (* 23. Oktober 1733 in Altenburg; † 2. Februar 1805 in Berlin) war ein deutscher Maler, Kupferstecher, Zeichner, Radierer und Buchillustrator. Er war der Sohn des Hofbildhauers Johann Christoph Meil (1698–1734) und jüngerer Bruder des Zeichners und Kupferstechers Johann Heinrich Meil (1729–1803).

## Leben und Werk
Johann Wilhelm Meil erlernte das Malerhandwerk autodidaktisch in Leipzig, möglicherweise mit Hilfe seines älteren Bruders Johann Heinrich.
Im Jahr 1752 kam er nach Berlin und betätigte sich als Künstler. Er wurde 1766 Mitglied der Preußischen Akademie der Künste, 1783 Rektor der Zeichenklasse, 1797 oder 1798 Vizedirektor und 1801 deren Direktor als Nachfolger seines eigenen Schülers Daniel Chodowiecki. Neben seiner pädagogischen Tätigkeit war er als freischaffender Künstler aktiv. Im Zeitraum von 1752 bis 1755 schuf er etwa 80 Radierungen nach Entwürfen von Johann Michael Hoppenhaupt, unter anderem für den Schlossneubau in Sanssouci. Er entwarf auch zwölf Vasen für die Terrasse vor der Bildergalerie des Schlosses.
Meil schuf Kostüme für das Berliner Hoftheater sowie Entwürfe für die Königlich Preußische Porzellanmanufaktur. Unter anderem illustrierte er Johann Jakob Engels Ideen zu einer Mimik (1785/86), Schriften Friedrichs des Großen, Ewald Christian von Kleists, Karl Wilhelm Ramlers, vor allem aber Johann Matthias Schröckhs „Allgemeine Weltgeschichte für Kinder“ (1781–1786). 1792 entwarf er das für den Schlosspark von Schloss Neuhardenberg bestimmte Denkmal Friedrichs des Großen, das nach seinen Entwürfen von dem Bildhauer Giuseppe Martini realisiert wurde.
1957/1958 zeigte das Lindenau-Museum Altenburg/Thüringen in einer Sonderausstellung Kupferstiche Meils.